# Joseph Heiß
Joseph „Peppi“ Heiß (* 13. Juni 1963 in Garmisch-Partenkirchen) ist ein ehemaliger deutscher Eishockeytorwart, der bis Januar 2018 Cheftrainer der Eisbären Regensburg in der Oberliga Süd war. Seine Tochter Stella ist eine erfolgreiche Curlerin.

## Karriere

### Als Spieler
Heiß spielte von 1980 bis 1986 beim SC Riessersee und zwischen 1986 und 1988 bei der Düsseldorfer EG. Anschließend wechselte er im Sommer 1988 zu den Kölner Haien, mit denen er 1995 die deutsche Meisterschaft gewann. Er blieb bis zu seinem Karriereende 2001 bei den Haien. Insgesamt absolvierte Heiß 972 Erstligaspiele und 140 Spiele für die deutsche Nationalmannschaft, mit der er an neun Weltmeisterschaften sowie drei Olympischen Spielen teilnahm.
Als Zeichen der Anerkennung für seine Leistungen wird beim KEC die Rückennummer 1 nicht mehr vergeben. Seine Verdienste im Eishockeysport wurden mit der Aufnahme in die HHOF Deutschland geehrt.

### Als Trainer
In der Saison 2008/09 wurde er als Torwarttrainer der Augsburger Panther und des EHC München verpflichtet. Ab der Saison 2009/10 bis 2012 stand er als Co-Trainer beim EHC München neben dem Italo-Kanadier Pat Cortina hinter der Bande. Für die Saison 2012/13 wurde er vom EC Peiting als Cheftrainer verpflichtet, blieb aber parallel Torwarttrainer beim EHC München. Sein Vertrag beim EC Peiting wurde am 30. Dezember 2012 um ein weiteres Jahr verlängert, im Januar 2014 wurde er jedoch vorzeitig entlassen. Erneut als Torwarttrainer ist Heiß beim ERC Ingolstadt
von der Saison 2014/15 bis zur Saison 2016/17 tätig. Im Mai 2017 wurde Heiß als Cheftrainer der EV Regensburg für die kommende Oberliga-Saison 2017/18 verpflichtet. Im Januar 2018 wurde er durch den Verein freigestellt.
Heiß war von April 2002 bis 2003 Manager des SC Riessersee.

## Erfolge
- Deutscher Meister 1995
- Spengler Cup 1999
- Teilnahme A-Weltmeisterschaft (1990, 1991, 1992, 1993, 1994, 1995, 1996, 1997, 1998)
- Olympiateilnahme (1992, 1994, 1998)
- World Cup of Hockey 1996